# Dème de Therápnes
Le dème de Therápnes, en grec moderne : Δήμος Θεραπνών / Dímos Therapnón, est un ancien dème du district régional de Laconie, en Grèce. Depuis 2010, il est fusionné au sein du dème de Sparte.
Selon le recensement de 2011, la population du dème compte 2 304 habitants.
Le dème tire son nom de la ville antique de Thérapné.